# 제윈

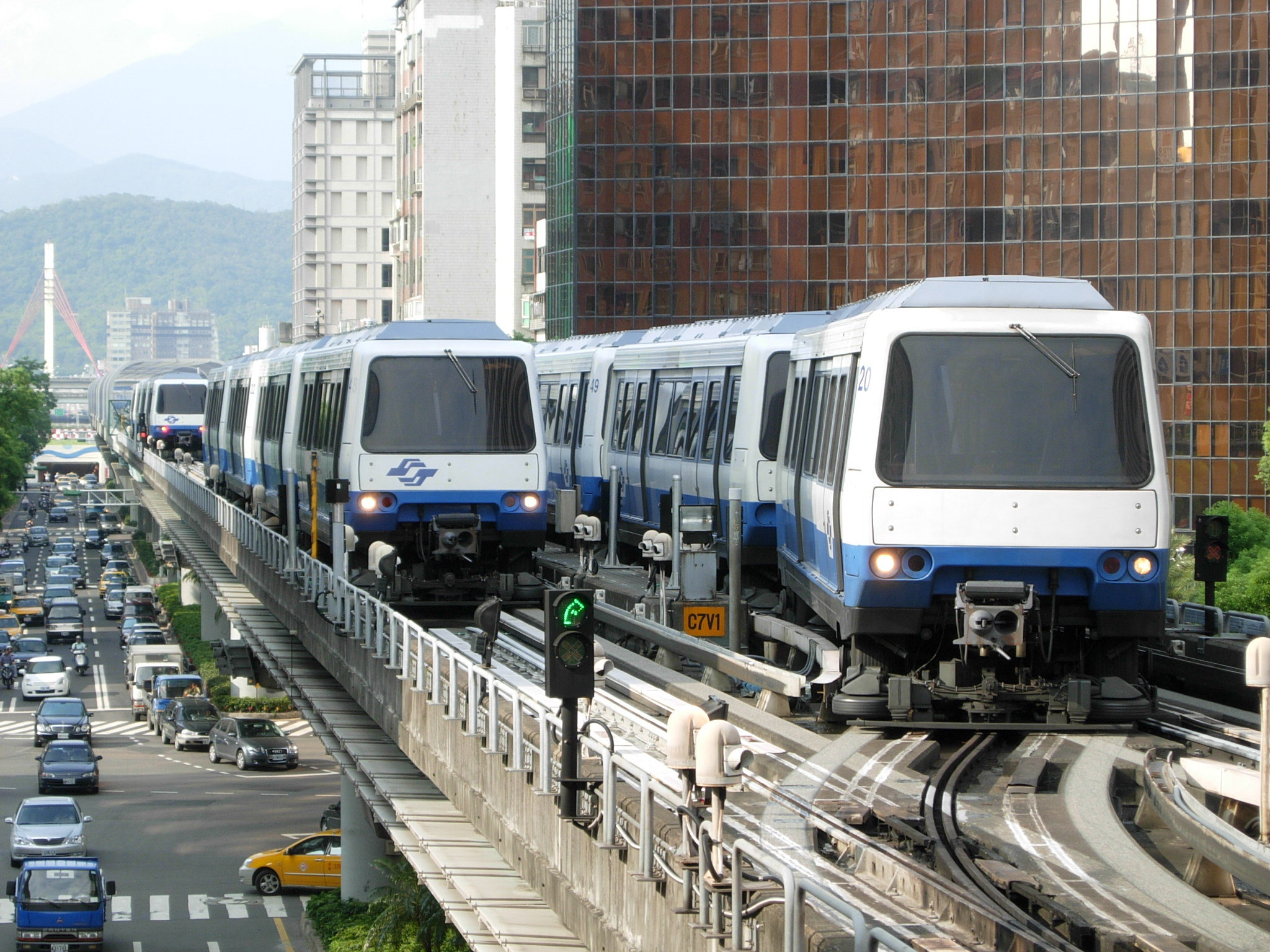
타이베이 첩운

제윈(捷運, 첩운)은 중화민국(대만)의 지하철이다. Rapid Transit를 한역한 것으로, '재빠르고 신속하게 운행한다'는 뜻이다. 역 안의 천장이 높으며, 타 노선과의 연결 동선이 짧은 것이 특징이다. 또한 지하철은 타고 내리는 문 옆 창 쪽으로 2개의 좌석이 있고 기역자로 꺾어 2개의 의자가 있다. 제윈 안에서는 일체의 음식물, 동물은 무조건 금지이다.